# 平野有海
平野 有海（ひらの ゆうみ、1982年11月29日 - ）は、ウェザーマップ所属の気象予報士。元テレビ静岡アナウンサー。

## 来歴
信州大学教育学部附属長野中学校、佐久長聖高校、早稲田大学卒業。東京アナウンスセミナー（6期）。

### 幼少期 - 学生時代
出生地は千葉県だが、父の仕事の関係上、各地を転居して暮らしたため、出身についてはこれまで移り住んできた、千葉県・茨城県・福島県・東京都・長野県・アメリカ合衆国・静岡県と本人のプロフィールでは記載され、テレビ静岡時代は「本人もよく分からない」としている。
父は少年自然の家を勤務先とする国家公務員で、母は小中学校の体育教師。有海は4歳から11歳まで福島県西白河郡大信村（現在の白河市）ですごす。父の本省への転勤で有海も東京に転居するが、父が長野の大学に転職。有海も中学3年で長野に転居し、大学進学まで長野で過ごす。
信州大学教育学部附属長野中学校からスポーツ推薦で佐久長聖高校へ進学するも、陸上部を1か月で退部。
2年生で進学コースに移る。
1年生のときの副担任の教員が、新聞を読んで、気になったものを毎日要約するように言われ、朝日新聞「天声人語」などを要約したノートを2年の終わりごろまで提出。また早稲田大学出身だったその教員は、やりたいことが見つからないならなんでもできる早稲田大学を目指してみたらと薦めてくれたという。
高校卒業後、大学入試にむけての学習に勤しんでいた折に、母が体調を崩し、平野が受験のため東京に滞在中、入院した。試験を終え、当時自宅を構えていた長野の病院へ急いで向かうと、母は病室で意識をはっきりさせるため、投薬を減らし待っていてくれた。その晩は母と2人で過ごし、「大学では留学したい」「将来はテレビで働きたい」と伝えた。翌日、母が45歳で逝き、大学の合格発表日を母の葬儀の日として迎えた。
大学時代には、母に語った未来に全部チャレンジしてみようと思い、3年生でアメリカオレゴン州ポートランドに2年間留学したり、アナウンススクールに通いマスコミ業界へ就職活動をしている。

### テレビ静岡時代
2006年4月、アナウンサーとして入社。
同系列・高知さんさんテレビアナウンサーの寺島舞とは佐久長聖高校時代の同級生。その寺島も務める地上デジタル放送推進大使職を、地デジ化直前の田中宏枝の退社により2011年6月に引き継ぐ。
スクーバダイビングが特技である事から、『テレしず通りパロパロ』では静岡県内の海中生物を紹介するコーナーを担当した。
2014年3月31日をもってテレビ静岡を退社。2013年3月に資格取得した気象予報士として活動する方針を示した。

### 気象予報士として
2014年、ウェザーマップに所属。
2015年3月30日より2017年3月31日まで、NHK総合テレビの番組『ニュース シブ5時』の気象キャスターを務めた。
2016年9月2日に自身のTwitterで外国籍の男性と結婚したことを発表した。
2017年4月3日から平日の『NHKニュース7』の気象情報を担当。
2017年11月2日から2018年2月23日放送分まで長期休暇をし、同年2月26日に復帰。復帰後に自身のTwitterで、休暇中のクリスマスに長男を出産したことを明らかにした。
2021年12月10日第2子妊娠の為、4年5ヶ月務めたNHKニュース7の気象情報を降板した。
2023年現在、NHKワールドTV（国外向け、並びに日本国内のケーブルテレビ・ひかりTV、アプリ向け英語放送サービス）の「NHK NEWSLINE」の気象解説者を努めている。

## 人物

### 趣味・特技
ダイビング、山菜狩り、キノコ狩り、筍掘り

### 資格
潜水士、CMASアドバンスドオープンウォーター、PADIオープンウォーター

### 家族
父、母、3人きょうだいの長女で、2人の弟がいる。そのうち一人は宇宙関係の仕事をしている。

## 過去の担当番組（気象キャスター転向後）
- NHKニュース7（2017年4月3日 - 2021年12月10日）- 気象情報担当

## テレビ静岡時代の担当番組
- FNNテレビ静岡スーパーニュース - 木曜・金曜キャスター→月曜 - 水曜キャスター
- まめサタ - メインMC
- おは・スポ!サンデー - リポーター（2008年2月まではキャスター）
- ねくすと「くりはらチャンネル」「くりはらチャンネルb」- 中村有志と共演
- FNNテレビ静岡ニュース